# مردی در پشت نقاب
مردی در پشت نقاب (انگلیسی: Man in a Veil; کره‌ای: 비밀의 남자) یک مجموعه تلویزیونی کره جنوبی سال ۲۰۲۱ با بازی کانگ اون-تاک، اوم هیون کیونگ و لی چه-یونگ است. این مجموعه قرار بود که در ۳۱ اوت ۲۰۲۰ پخش شود اما به دلیل دنیاگیری کووید-۱۹ پخش آن یک هفته به تعویق افتاد. این مجموعه از ۷ سپتامبر ۲۰۲۰ تا ۱۰ فوریه ۲۰۲۱ از کی‌بی‌اس۲ پخش شد.